# Шинкарук Володимир Іларіонович
Володи́мир Іларіо́нович Шинкару́к (22 квітня 1928, Гайворон, Київська область, УРСР — 29 листопада 2001, Київ) — український філософ-марксист, професор, був членом АН УРСР (з 1978). Член Ревізійної Комісії КПУ в 1981—1986 роках. Кандидат у члени ЦК КПУ в 1986—1990 роках. Депутат Верховної Ради УРСР 11-го скликання. Народний депутат СРСР у 1989—1991 роках.

## Життєпис
Володимир Іларіонович Шинкарук народився в селі Гайворон на Київщині. У 1950 році закінчив філософський факультет Київського університету імені Шевченка. в якому працював з 1951 року викладачем, доцентом, а з 1965 року — професором, згодом деканом філософського факультету. Член ВКП(б) з 1951 року.
1968 року став директором Інституту Філософії АН УРСР, головним редактором журналу «Філософська думка» (з 1969 до 1971 і з 1979), віцепрезидент Філософського товариства СРСР та голова його українського відділу. Член ВКП(б) з 1951 року.

Могила Володимира Шинкарука, Байкове кладовище

З 1984 до 1993 року — голова правління Товариства «Знання» Української РСР. З 1993 до 1999 року — президент Всеукраїнської громадської організації Товариство «Знання» України.
Помер на 74-му році життя 29 листопада 2001 року. Похований на Байковому кладовищі (ділянка № 49а, 50°25′1.17″ пн. ш. 30°30′5.93″ сх. д. / 50.4169917° пн. ш. 30.5016472° сх. д.).

## Філософські погляди
Під час панування комуністичного режиму постійно піддавався нападкам з боку партійно-номенклатурної бюрократії, звинувачувався у ревізіонізмі. Попри це, продовжував гуманістичні традиції українського типу філософування, створивши «Київську школу філософії» («Київську світоглядно-антропологічну школу»), в центрі якої стояла проблема «людина — світ», і де в філософському творчому пошуку замість спустошеної марксистської «людини народної маси» поставала особистість з її переживаннями, вірою, тривогами, любов'ю та надіями.
Хоча частина робіт з цієї тематики вийшла ще за часів радянського ладу, особливо яскраво ці його провідні ідеї почали втілюватися в конкретні теоретичні напрацювання наприкінці 1990-х — на початку 2000-х років. Підходи та ідеї Київської світоглядно-антропологічної школи продовжуються в філософських дослідженнях учнів та послідників Володимира Шинкарука, серед яких найбільш відомими є І. В. Бичко, В. Г. Кремень, Л. В. Сохань, В. Г. Табачковський, Є. І. Андрос, Н. В. Хамітов та інші українські філософи.

## Основні праці
Серед основних праць Володимира Шинкарука праці з питань марксистської логіки, гуманізму, аналізу сучасного суспільного розвитку в дусі марксизму-ленінізму та з історії філософії:
- «Предмет та завдання історії філософії як науки» (1957)
- «Розвиток філософської думки в стародавньому Китаї» (1958, разом з В. Дмитриченком)
- «Логика, диалектика и теория познания Гегеля» (1964)
- «Единство диалектики, логики и теории познания» (1977) та ін.
- Філософський словник / За ред. В. І. Шинкарука. — 2. вид. І доп. — К.: Голов. ред. УРЕ, 1986. — 800 с.
- Філософський енциклопедичний словник / голова редколегії В. І. Шинкарук // Київ: Інститут філософії імені Григорія Сковороди НАН України; Абрис, 2002. — 742 с. — 1000 екз. — ББК 87я2. — ISBN 966-531-128-X.

## Нагороди
За свою роботу з філософії Геґеля 1964 року отримав Золоту медаль Геґелівського Товариства (Париж).
- орден Ярослава Мудрого V ст. (17.04.1998)
- орден Леніна
- орден Жовтневої Революції (21.04.1988)
- орден Трудового Червоного Прапора
- орден «Знак Пошани»
- медаль «1500 років Києву»
- медалі
- Державна премія Української РСР у галузі науки і техніки (14.12.1982)
- Заслужений діяч науки і техніки України